# Alex Callier
Alex Callier, född 6 december 1972 i Sint-Niklaas, är en belgisk musiker som är medlem i rockbandet Hooverphonic som skulle ha representerat Belgien i Eurovision Song Contest 2020 i Rotterdam. Han har studerat teknik i Bryssel och har även gått på några musikklasser både i sin hemstad och i Antwerpen. 
Mellan 1994 och 1997 jobbade Callier som ljudtekniker åt TV-kanalen VRT och träffade då där Frank Duchêne och bildade 1995 bandet Hoover som senare bytte namn till Hooverphonic. 2000 vann han pris för bästa belgiska producent för soundtracket till filmen Shades. Han har även varit jurymedlem i TV-programmet The Voice van Vlaanderen under några säsonger.